# Plesiopanurgus cinerarius
Plesiopanurgus cinerarius är en biart som beskrevs av Cameron 1907. Plesiopanurgus cinerarius ingår i släktet Plesiopanurgus och familjen grävbin. Inga underarter finns listade i Catalogue of Life.